# Egocentrizam
Egocentrizam je nesposobnost osobe da promatra svijet sa stajališta drugog pojedinca, već isključivo sa svog stajališta koje postaje apsolutno. Odlikuje ga pretjerana zaokupljenost samim sobom i pretjeran odnos prema vlastitoj važnosti i nezamjenjivosti. Egocentrizam se smatra uobičajenim stanjem kod djeteta do šeste godine koje još nije naučilo uvažavati potrebe drugih ljudi, već samo svoje.
Iako je egocentrično ponašanje manje izraženo u odrasloj dobi, postojanje nekih oblika egocentričnosti u odrasloj dobi sugerira da bi prevladavanje egocentričnosti moglo biti cjeloživotni razvoj koji nikad ne dosegne završetak. Smatra se da su odrasli manje egocentrični od djece jer se ispravljaju iz početne egocentrične perspektive brže od djece, a ne zato što je manje vjerojatno da će u početku usvojiti egocentričnu perspektivu. Stoga je egocentrizam prisutan tijekom čitavog životnog vijeka: u ranom djetinjstvu, djetinjstvu, adolescenciji i odrasloj dobi. Doprinosi ljudskom kognitivnom razvoju pomažući djeci u razvoju teorije uma i formiranju samoidentiteta.
Glavni koncept koji dojenčad i mala djeca uče kada počnu pokazivati egocentrizam jest činjenica da su njihove misli, vrijednosti i ponašanja različiti od misli, vrijednosti i ponašanja drugih, što je također poznato kao teorija uma. U početku, kada djeca počnu ulaziti u međuodnose s drugima, prvo s roditeljima ili skrbnicima, pogrešno tumače da su jedna cjelina, jer su dugo zajedno i skrbnici često brinu o djetetovim potrebama. Na primjer, dijete može krivo pripisati majčin čin posezanja za predmetom na koji pokazuje kao znak da su isti entitet, dok su zapravo različite osobe. 
Već u dobi od 15 mjeseci djeca pokazuju mješavinu egocentrizma i teorije uma kada se osoba ponaša suprotno onome kako djeca očekuju da se ponaša. U jednoj studiji djeca su gledala voditelja pokusa kako stavlja igračku u jednu od dvije kutije, ali nisu vidjela kada je izvadio igračku iz izvorne kutije i stavio je u drugu kutiju, zbog zapreke zaslona. Kad je zaslon uklonjen, djeca su gledala kako eksperimentator poseže za vađenjem igračke iz jedne od kutija, ali budući da djeca nisu vidjela dio s prekidačem, gledala su eksperimentatorovu radnju mnogo dulje kada je posegnula za kutijom nasuprot onoj u koji je prvotno stavila igračku. Ne samo da to pokazuje da dojenčad imaju kapacitet pamćenja, već također pokazuje da imaju očekivanja temeljena na svom znanju, jer su iznenađena kada se ta očekivanja ne ispune.[nedostaje izvor]
Jean Piaget je objasnio da egocentrizam u djetinjstvu ne znači sebičnost ili usmjerenost na sebe, jer se odnosi na djetetovo poimanje svijeta kroz vlastitu motoričku aktivnost, kao i nesposobnost da ga razumije. U socijalnom razvoju djece, djetinjstvo je razdoblje u kojem pojedinac obavlja vrlo malo društvenih funkcija zbog svjesne i podsvjesne brige za zadovoljenje tjelesnih potreba.